# Liaoning Flying Leopards

El Liaoning Flying Leopards (en chino, 辽宁飞豹) también conocido hasta 2008 como Liaoning Hunters y hasta 2011 como Liaoning Dinosaurs es un equipo de baloncesto chino con sede en la ciudad de Yingkou, en la provincia de Liaoning, que compite en la Chinese Basketball Association (CBA). Disputa sus partidos en el Yingkou Development Zone Hongyun Stadium, con capacidad para 4500 espectadores.

## Historia
El club fue fundado en 1995, siendo uno de los equipo más destacados del comienzo de la CBA, ya que fue finalista en 1997, 1998 y 1999, cayendo en todas las ocasiones ante los Bayi Rockets. Volvió a ser finalista en 2008, cayendo en esta ocasión ante Guangdong Southern Tigers por 4-1.
En 2008 estuvieron a punto de fichar a la estrella de la NBA Vin Baker, pero finalmente fue descartado al no superar las pruebas físicas.

## Palmarés
- CBA

Campeón: 2018
Finalista(7): 1997, 1998, 1999, 2008, 2015, 2018 y 2020

## Plantilla actual
| Nº | Nac.                                  | Jugador        | Posición  | Alt. |
| -- | ------------------------------------- | -------------- | --------- | ---- |
| 14 | Bandera de Estados Unidos             | Lester Hudson  | Escolta   | 1,90 |
| 10 | Bandera de la República Popular China | Chong Mincheng | Ala-Pívot | 2,00 |
| 9  | Bandera de la República Popular China | Zhong Cheng    | Ala-Pívot | 2,06 |
| 12 | Bandera de la República Popular China | Yang Ming      | Base      | 1,93 |
| 22 | Bandera de la República Popular China | Li Xiaoxu      | Pívot     | 2,06 |
| 24 | Bandera de Estados Unidos             | O. J. Mayo     | Escolta   | 1,93 |
| 30 | Bandera de Estados Unidos             | Brandon Bass   | Ala-Pívot | 2,03 |
| 13 | Bandera de la República Popular China | Guo Ailun      | Alero     | 1,92 |
| 11 | Bandera de la República Popular China | Liu Zhixuan    | Base      | 1,93 |
| 3  | Bandera de la República Popular China | Zhao JiWei     | Base      | 1,85 |
| 23 | Bandera de la República Popular China | Wei Meng       | Pívot     | 2,10 |
| 6  | Bandera de la República Popular China | He Ju          | Base      | 1,83 |
| 55 | Bandera de la República Popular China | Han Dejun      | Pívot     | 2,15 |

## Jugadores destacados
- Awvee Storey
- Olumide Oyedeji
- Arthur Davis
- Ernest Brown
- Robert Jackson
- Lester Hudson
- Brandon Bass